# Кренидовский сельский совет (Середино-Будский район)
Кренидовский сельский совет (укр. Кренидівська сільська рада) — входит в состав
Середино-Будского района
Сумской области
Украины.
Административный центр сельского совета находится в 
с. Кренидовка
.

## Населённые пункты совета
- с. Кренидовка
- с. Василевское
- с. Мефодовка
- с. Украинское
- с. Червоное
- с. Четвертаково